# Hsieh Su-wei
Dit is een Chinese naam; de familienaam is Hsieh.
Hsieh Su-wei (Kaohsiung, 4 januari 1986) is een professioneel tennisspeelster uit Taiwan. Zij begon met tennis toen zij vijf jaar oud was. Haar favoriete ondergrond is gravel. Zij is rechtshandig, maar speelt tweehandig aan beide zijden. Zij is actief in het internationale tennis sinds 2001.

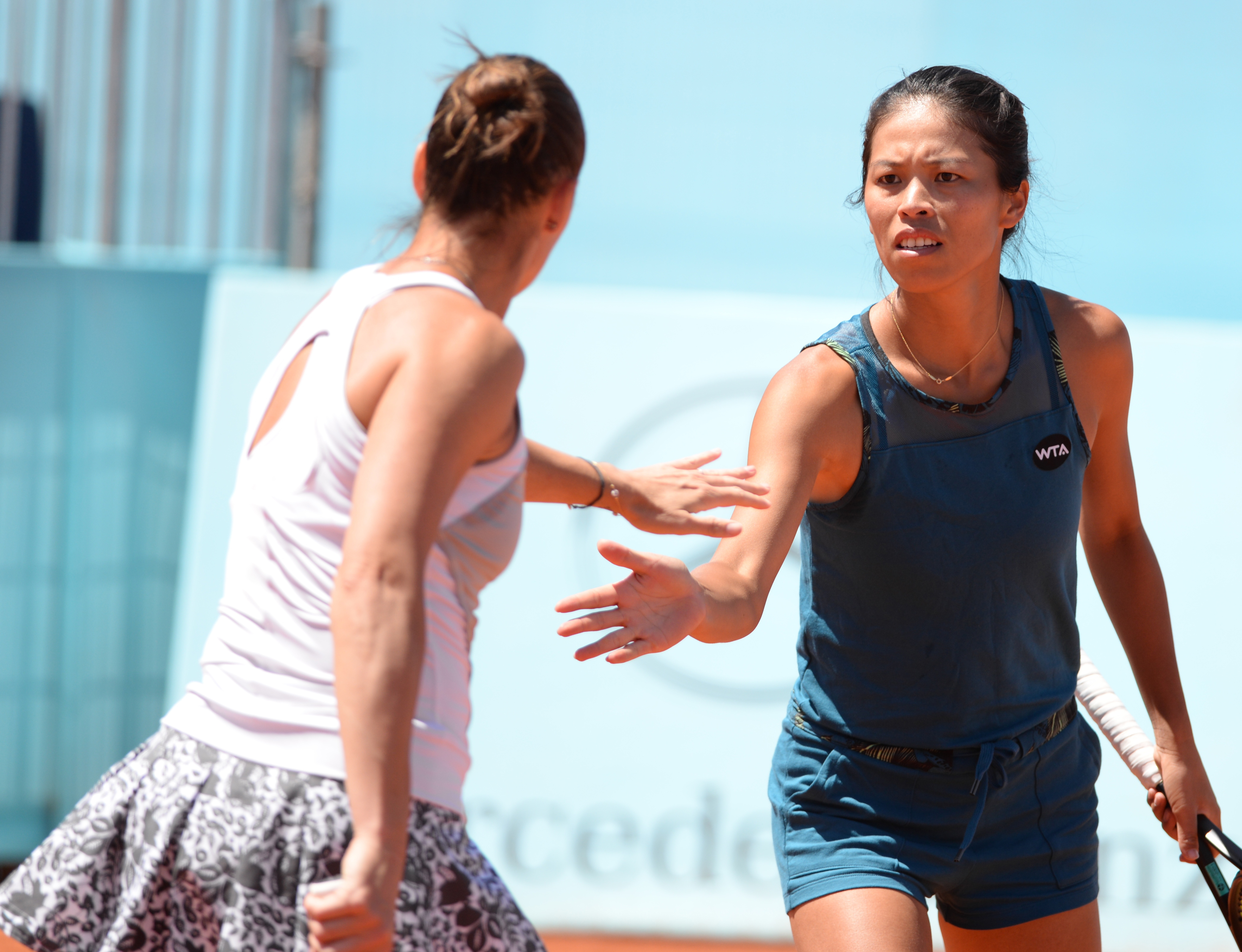
Hsieh samen met Flavia Pennetta op het WTA-toernooi van Madrid 2015, waar zij de kwartfinale bereikte.

## Loopbaan

### Enkelspel
Op de Aziatische Spelen 2006 won Hsieh een gouden medaille. Zij won haar eerste WTA-enkelspeltitel op het WTA-toernooi van Kuala Lumpur 2012. Later dat jaar volgde haar tweede titel in Guangzhou. Zes jaar later won Hsieh opnieuw een enkelspeltitel, in Hiroshima.
Haar beste resultaat op de grandslamtoernooien is het bereiken van de kwartfinale, op het Australian Open 2021 waar zij, ongeplaatst zijnde, de geplaatste speelsters Bianca Andreescu (8) en Markéta Vondroušová (19) versloeg.

### Dubbelspel
In het dubbelspel behaalt Hsieh betere resultaten dan in het enkelspel. Haar eerste WTA-titel won zij in 2007 in Peking, samen met landgenote Chuang Chia-jung. In 2009 won zij haar eerste Premier Mandatory-titel, in Peking aan de zijde van de Chinese Peng Shuai. In 2013 won zij haar eerste grandslamtitel, op Wimbledon, weer samen met Peng Shuai. In februari 2014 bereikte zij de tweede positie op de wereldranglijst in het dubbelspel. Zij bezat toen vijftien titels in het dubbelspel, waarvan tien met Peng Shuai met wie zij, later dat jaar, nog twee dubbelspeltitels won. In mei 2014 bereikte zij de eerste positie op de wereldranglijst. Een maand later won Hsieh haar tweede grandslamtitel, op Roland Garros, ook nu samen met Peng Shuai. Tussen augustus 2008 en oktober 2014 heeft zij geen dubbelspelfinales verloren. Daarna duurde het tot februari 2017 tot zij weer een dubbelspeltitel won – aan de zijde van Oksana Kalasjnikova zegevierde zij in Boedapest. Op Wimbledon 2019 won zij haar derde grandslamtitel, met de Tsjechische Barbora Strýcová. In 2021 volgde de vierde, weer op Wimbledon, maar nu geflankeerd door de Belgische Elise Mertens. Met Mertens bereikte zij de finale van de WTA Finals 2021. Vanaf dat moment speelde zij anderhalf jaar niet, om te herstellen van een blessure die haar al twee jaar tot hindernis was. In juni 2023 won zij haar vijfde grandslamtitel, op Roland Garros met de Chinese Wang Xinyu aan haar zijde. Een maand later volgde de zesde, op Wimbledon, terug met de Tsjechische Barbora Strýcová. Op het Australian Open 2024 won zij haar zevende grandslamtitel, samen met de Belgische Elise Mertens. Tot op heden(juli 2025) won zij 36 WTA-titels in het dubbelspel.

#### Gemengd dubbelspel
Bij haar 25e grandslamdeelname in deze discipline won Hsieh de titel op het Australian Open 2024, samen met de Pool Jan Zieliński. Later dat jaar won zij met de zelfde partner ook het gemengd dubbelspel van Wimbledon.

### Tennis in teamverband
In de periode 2003–2024 maakte Hsieh deel uit van het Taiwanese Fed Cup-team – zij behaalde daar een winst/verlies-balans van 22–13.

## Posities op deWTA-ranglijst
Positie per einde seizoen:
| jaar | rang enkelspel | rang dubbelspel |
| ---- | -------------- | --------------- |
| 2001 | 165            | 513             |
| 2002 | 262            | 199             |
| 2003 | 653            | 523             |
| 2004 | 426            | 166             |
| 2005 | 154            | 135             |
| 2006 | 140            | 102             |
| 2007 | 143            | 46              |
| 2008 | 79             | 53              |
| 2009 | 318            | 9               |
| 2010 | 361            | 46              |
| 2011 | 172            | 35              |
| 2012 | 25             | 25              |
| 2013 | 85             | 3               |
| 2014 | 144            | 5               |
| 2015 | 107            | 26              |
| 2016 | 97             | 96              |
| 2017 | 96             | 32              |
| 2018 | 28             | 17              |
| 2019 | 32             | 4               |
| 2020 | 67             | 1               |
| 2021 | 106            | 3               |
|      |                |                 |
| 2023 | 703            | 6               |
| 2024 | 909            | 7               |

## Palmares
| Legenda                | Legenda                  |
| ---------------------- | ------------------------ |
| Grandslamtoernooi      |                          |
| Olympische Spelen      |                          |
| Year-End Championships |                          |
| tot 2009               | 2009 – 2020 / vanaf 2021 |
| Tier I                 | Premier Mandatory        |
| Tier II                | Premier Five / WTA 1000  |
| Tier III               | Premier / WTA 500        |
| Tier IV & V            | International / WTA 250  |
|                        | Challenger / WTA 125     |

### Overwinningen op een regerend nummer 1
Hsieh heeft tot op heden tweemaal een partij tegen een op dat ogenblik heersend leider van de wereldranglijst gewonnen (peildatum 24 maart 2019):
| nr. | datum      | toernooi  | ronde       | tegenstandster | score         |         |
| --- | ---------- | --------- | ----------- | -------------- | ------------- | ------- |
| 1.  | 2018-07-07 | Wimbledon | derde ronde | Simona Halep   | 3-6, 6-4, 7-5 | details |
| 2.  | 2019-03-23 | WTA Miami | derde ronde | Naomi Osaka    | 4-6, 7-6, 6-3 | details |

### WTA-finaleplaatsen enkelspel
| nr.              | finale     | toernooi              | ondergrond | tegenstandster   | score               |         |
| ---------------- | ---------- | --------------------- | ---------- | ---------------- | ------------------- | ------- |
| gewonnen finales |            |                       |            |                  |                     |         |
| 1.               | 2012-03-04 | WTA Kuala Lumpur      | hardcourt  | Petra Martić     | 2-6, 7-5, 4-1, opg. | details |
| 2.               | 2012-09-22 | WTA Guangzhou         | hardcourt  | Laura Robson     | 6-3, 5-7, 6-4       | details |
| 3.               | 2018-09-16 | WTA Japan (Hiroshima) | hardcourt  | Amanda Anisimova | 6-2, 6-2            | details |
| verloren finales |            |                       |            |                  |                     |         |
| 1.               | 2017-11-12 | WTA Hua Hin           | hardcourt  | Belinda Bencic   | 3-6, 4-6            | details |

### WTA-finaleplaatsen vrouwendubbelspel
| nr.              | finale     | toernooi          | ondergrond    | partner             | tegenstandsters                            | score             |         |
| ---------------- | ---------- | ----------------- | ------------- | ------------------- | ------------------------------------------ | ----------------- | ------- |
| gewonnen finales |            |                   |               |                     |                                            |                   |         |
| 01.              | 2007-09-23 | WTA Peking        | hardcourt     | Chuang Chia-jung    | Han Xinyun Xu Yifan                        | 7-6, 6-3          | details |
| 02.              | 2007-09-30 | WTA Seoel         | hardcourt     | Chuang Chia-jung    | Eléni Daniilídou Jasmin Wöhr               | 6-2, 6-2          | details |
| 03.              | 2008-09-14 | WTA Bali          | hardcourt     | Peng Shuai          | Marta Domachowska Nadja Petrova            | 6-7, 7-6, [10-7]  | details |
| 04.              | 2008-09-28 | WTA Seoel         | hardcourt     | Chuang Chia-jung    | Vera Doesjevina Maria Kirilenko            | 6-3, 6-0          | details |
| 05.              | 2009-01-16 | WTA Sydney        | hardcourt     | Peng Shuai          | Nathalie Dechy Casey Dellacqua             | 6-0, 6-1          | details |
| 06.              | 2009-05-09 | WTA Rome          | gravel        | Peng Shuai          | Daniela Hantuchová Ai Sugiyama             | 7-5, 7-6          | details |
| 07.              | 2009-10-11 | WTA Peking        | hardcourt     | Peng Shuai          | Alla Koedrjavtseva Jekaterina Makarova     | 6-3, 6-1          | details |
| 08.              | 2011-09-24 | WTA Guangzhou     | hardcourt     | Zheng Saisai        | Chan Chin-wei Han Xinyun                   | 6-2, 6-1          | details |
| 09.              | 2012-06-16 | WTA Birmingham    | gras          | Tímea Babos         | Liezel Huber Lisa Raymond                  | 7-5, 6-7, [10-8]  | details |
| 10.              | 2013-05-19 | WTA Rome          | gravel        | Peng Shuai          | Sara Errani Roberta Vinci                  | 4-6, 6-3, [10-8]  | details |
| 11.              | 2013-07-06 | Wimbledon         | gras          | Peng Shuai          | Ashleigh Barty Casey Dellacqua             | 7-6, 6-1          | details |
| 12.              | 2013-08-18 | WTA Cincinnati    | hardcourt     | Peng Shuai          | Anna-Lena Grönefeld Květa Peschke          | 2-6, 6-3, [12-10] | details |
| 13.              | 2013-09-21 | WTA Guangzhou     | hardcourt     | Peng Shuai          | Vania King Galina Voskobojeva              | 6-3, 4-6, [12-10] | details |
| 14.              | 2013-10-27 | WTA Championships | hardcourt (i) | Peng Shuai          | Jekaterina Makarova Jelena Vesnina         | 6-4, 7-5          | details |
| 15.              | 2014-02-16 | WTA Doha          | hardcourt     | Peng Shuai          | Květa Peschke Katarina Srebotnik           | 6-4, 6-0          | details |
| 16.              | 2014-03-15 | WTA Indian Wells  | hardcourt     | Peng Shuai          | Cara Black Sania Mirza                     | 7-6, 6-2          | details |
| 17.              | 2014-06-08 | Roland Garros     | gravel        | Peng Shuai          | Sara Errani Roberta Vinci                  | 6-4, 6-1          | details |
| 18.              | 2017-02-26 | WTA Boedapest     | hardcourt (i) | Oksana Kalasjnikova | Arina Rodionova Galina Voskobojeva         | 6-3, 4-6, [10-4]  | details |
| 19.              | 2017-04-16 | WTA Biel/Bienne   | hardcourt (i) | Monica Niculescu    | Timea Bacsinszky Martina Hingis            | 5-7, 6-3, [10-7]  | details |
| 20.              | 2017-11-25 | WTA Hawaï         | hardcourt     | Hsieh Shu-ying      | Eri Hozumi Asia Muhammad                   | 6-1, 7-6          | details |
| 21.              | 2018-03-17 | WTA Indian Wells  | hardcourt     | Barbora Strýcová    | Jekaterina Makarova Jelena Vesnina         | 6-4, 6-4          | details |
| 22.              | 2019-02-23 | WTA Dubai         | hardcourt     | Barbora Strýcová    | Lucie Hradecká Jekaterina Makarova         | 6-4, 6-4          | details |
| 23.              | 2019-05-11 | WTA Madrid        | gravel        | Barbora Strýcová    | Gabriela Dabrowski Xu Yifan                | 6-3, 6-1          | details |
| 24.              | 2019-06-23 | WTA Birmingham    | gras          | Barbora Strýcová    | Anna-Lena Grönefeld Demi Schuurs           | 6-4, 6-7, [10-8]  | details |
| 25.              | 2019-07-14 | Wimbledon         | gras          | Barbora Strýcová    | Gabriela Dabrowski Xu Yifan                | 6-2, 6-4          | details |
| 26.              | 2020-01-12 | WTA Brisbane      | hardcourt     | Barbora Strýcová    | Ashleigh Barty Kiki Bertens                | 3-6, 7-6, [10-8]  | details |
| 27.              | 2020-02-22 | WTA Dubai         | hardcourt     | Barbora Strýcová    | Barbora Krejčíková Zheng Saisai            | 7-5, 3-6, [10-5]  | details |
| 28.              | 2020-02-28 | WTA Doha          | hardcourt     | Barbora Strýcová    | Gabriela Dabrowski Jeļena Ostapenko        | 6-2, 5-7, [10-2]  | details |
| 29.              | 2020-09-21 | WTA Rome          | gravel        | Barbora Strýcová    | Anna-Lena Friedsam Raluca Olaru            | 6-2, 6-2          | details |
| 30.              | 2021-07-10 | Wimbledon         | gras          | Elise Mertens       | Veronika Koedermetova Jelena Vesnina       | 3-6, 7-5, 9-7     | details |
| 31.              | 2021-10-16 | WTA Indian Wells  | hardcourt     | Elise Mertens       | Veronika Koedermetova Jelena Rybakina      | 7-6, 6-3          | details |
|                  |            |                   |               |                     |                                            |                   |         |
| 32.              | 2023-06-11 | Roland Garros     | gravel        | Wang Xinyu          | Leylah Fernandez Taylor Townsend           | 1-6, 7-6, 6-1     | details |
| 33.              | 2023-07-16 | Wimbledon         | gras          | Barbora Strýcová    | Storm Hunter Elise Mertens                 | 7-5, 6-4          | details |
| 34.              | 2024-01-28 | Australian Open   | hardcourt     | Elise Mertens       | Ljoedmyla Kitsjenok Jeļena Ostapenko       | 6-1, 7-5          | details |
| 35.              | 2024-03-16 | WTA Indian Wells  | hardcourt     | Elise Mertens       | Storm Hunter Kateřina Siniaková            | 6-3, 6-4          | details |
| 36.              | 2024-06-23 | WTA Birmingham    | gras          | Elise Mertens       | Miyu Kato Zhang Shuai                      | 6-1, 6-3          | details |
| verloren finales |            |                   |               |                     |                                            |                   |         |
| 01.              | 2004-10-03 | WTA Seoel         | hardcourt     | Chuang Chia-jung    | Cho Yoon-jeong Jeon Mi-ra                  | 3-6, 6-1, 5-7     | details |
| 02.              | 2007-01-06 | WTA Auckland      | hardcourt     | Shikha Uberoi       | Janette Husárová Paola Suárez              | 0-6, 2-6          | details |
| 03.              | 2007-02-18 | WTA Bangalore     | hardcourt     | Alla Koedrjavtseva  | Chan Yung-jan Chuang Chia-jung             | 7-6, 2-6, [9-11]  | details |
| 04.              | 2008-02-10 | WTA Pattaya       | hardcourt     | Vania King          | Chan Yung-jan Chuang Chia-jung             | 4-6, 3-6          | details |
| 05.              | 2008-08-17 | WTA Cincinnati    | hardcourt     | Jaroslava Sjvedova  | Maria Kirilenko Nadja Petrova              | 3-6, 6-4, [8-10]  | details |
|                  |            |                   |               |                     |                                            |                   |         |
| 06.              | 2014-10-26 | WTA Finals        | hardcourt (i) | Peng Shuai          | Cara Black Sania Mirza                     | 1-6, 0-6          | details |
| 07.              | 2015-02-28 | WTA Doha          | hardcourt     | Sania Mirza         | Raquel Kops-Jones Abigail Spears           | 4-6, 4-6          | details |
| 08.              | 2017-08-19 | WTA Cincinnati    | hardcourt     | Monica Niculescu    | Chan Yung-jan Martina Hingis               | 6-4, 4-6, [7-10]  | details |
| 09.              | 2018-02-24 | WTA Dubai         | hardcourt     | Peng Shuai          | Chan Hao-ching Yang Zhaoxuan               | 6-4, 2-6, [6-10]  | details |
| 10.              | 2018-08-25 | WTA New Haven     | hardcourt     | Laura Siegemund     | Andrea Sestini-Hlaváčková Barbora Strýcová | 4-6 7-6, [4-10]   | details |
| 11.              | 2018-09-23 | WTA Seoel         | hardcourt     | Hsieh Shu-ying      | Choi Ji-hee Han Na-lae                     | 3-6, 2-6          | details |
| 12.              | 2019-09-21 | WTA Osaka         | hardcourt     | Hsieh Yu-chieh      | Chan Hao-ching Latisha Chan                | 5-7, 5-7          | details |
| 13.              | 2019-11-03 | WTA Finals        | hardcourt (i) | Barbora Strýcová    | Tímea Babos Kristina Mladenovic            | 1-6, 3-6          | details |
| 14.              | 2020-01-31 | Australian Open   | hardcourt     | Barbora Strýcová    | Tímea Babos Kristina Mladenovic            | 2-6, 1-6          | details |
| 15.              | 2021-11-17 | WTA Finals        | hardcourt     | Elise Mertens       | Barbora Krejčíková Kateřina Siniaková      | 3-6, 4-6          | details |
|                  |            |                   |               |                     |                                            |                   |         |
| 16.              | 2025-01-26 | Australian Open   | hardcourt     | Jeļena Ostapenko    | Kateřina Siniaková Taylor Townsend         | 2-6, 7-6, 3-6     | details |
| 17.              | 2025-02-22 | WTA Dubai         | hardcourt     | Jeļena Ostapenko    | Kateřina Siniaková Taylor Townsend         | 6-7, 4-6          | details |
| 18.              | 2025-06-28 | WTA Eastbourne    | gras          | Maya Joint          | Marie Bouzková Anna Danilina               | 4-6, 5-7          | details |
| 19.              | 2025-07-13 | Wimbledon         | gras          | Jeļena Ostapenko    | Veronika Koedermetova Elise Mertens        | 6-3, 2-6, 4-6     | details |

### Finaleplaatsen gemengd dubbelspel
| nr.              | finale     | toernooi        | ondergrond | partner       | tegenstanders                    | score            |         |
| ---------------- | ---------- | --------------- | ---------- | ------------- | -------------------------------- | ---------------- | ------- |
| gewonnen finales |            |                 |            |               |                                  |                  |         |
| 1.               | 2024-01-26 | Australian Open | hardcourt  | Jan Zieliński | Desirae Krawczyk Neal Skupski    | 6-7, 6-4, [11-9] | details |
| 2.               | 2024-07-14 | Wimbledon       | gras       | Jan Zieliński | Giuliana Olmos Santiago González | 6-4, 6-2         | details |
| verloren finales |            |                 |            |               |                                  |                  |         |
| geen             |            |                 |            |               |                                  |                  |         |

## Resultaten grote toernooien
| Legenda | Legenda                          |
| ------- | -------------------------------- |
| g.t.    | geen toernooi gehouden           |
| l.c.    | lagere categorie                 |
| –       | niet deelgenomen                 |
| G       | uitgeschakeld in de groepsfase   |
| 1R      | uitgeschakeld in de eerste ronde |
| 2R      | uitgeschakeld in de tweede ronde |
| 3R      | uitgeschakeld in de derde ronde  |
| 4R      | uitgeschakeld in de vierde ronde |
| KF      | uitgeschakeld in de kwartfinale  |
| HF      | uitgeschakeld in de halve finale |
| F       | de finale verloren               |
| W       | het toernooi gewonnen            |
| w-v     | winst/verlies-balans             |

### Enkelspel
| toernooi            | 2005 | 2006 | 2007 | 2008 | 2009 | 2010 | 2011 | 2012 | 2013 | 2014 | 2015 | 2016 | 2017 | 2018 | 2019 | 2020 | 2021 |
| ------------------- | ---- | ---- | ---- | ---- | ---- | ---- | ---- | ---- | ---- | ---- | ---- | ---- | ---- | ---- | ---- | ---- | ---- |
| grandslamtoernooien |      |      |      |      |      |      |      |      |      |      |      |      |      |      |      |      |      |
| Australian Open     | –    | –    | –    | 4R   | 1R   | –    | –    | –    | 2R   | 1R   | –    | 2R   | 2R   | 4R   | 3R   | 1R   | KF   |
| Roland Garros       | –    | 1R   | 1R   | 1R   | –    | –    | –    | 1R   | 1R   | –    | –    | 2R   | 3R   | 1R   | 2R   | 2R   | 1R   |
| Wimbledon           | –    | 1R   | 1R   | 2R   | –    | –    | –    | 3R   | 2R   | 1R   | 2R   | 1R   | 1R   | 4R   | 3R   | g.t. | 1R   |
| US Open             | 1R   | –    | –    | 2R   | –    | –    | –    | 1R   | 2R   | –    | –    | 1R   | –    | 2R   | 2R   | –    | 2R   |
| Premier Mandatory   |      |      |      |      |      |      |      |      |      |      |      |      |      |      |      |      |      |
| Indian Wells        | –    | –    | –    | 1R   | –    | –    | –    | –    | 2R   | –    | –    | –    | –    | 2R   | 2R   | g.t. | 2R   |
| Miami               | –    | –    | –    | –    | –    | –    | –    | –    | 2R   | –    | –    | –    | –    | 3R   | KF   | g.t. | –    |
| Madrid              | l.c. | l.c. | l.c. | l.c. | –    | –    | –    | –    | 2R   | –    | –    | –    | –    | –    | 1R   | g.t. | 1R   |
| Peking              | l.c. | l.c. | l.c. | l.c. | –    | –    | –    | 2R   | 1R   | –    | –    | –    | –    | 1R   | 1R   | g.t. | g.t. |
| Premier Five        |      |      |      |      |      |      |      |      |      |      |      |      |      |      |      |      |      |
| Dubai/Doha          | l.c. | l.c. | l.c. | –    | –    | –    | –    | –    | 2R   | 2R   | –    | –    | –    | –    | HF   | 1R   | –    |
| Rome                | –    | –    | –    | –    | –    | –    | –    | –    | 1R   | –    | –    | –    | –    | 2R   | 1R   | 1R   | –    |
| Montréal/Toronto    | –    | –    | –    | –    | –    | –    | –    | –    | 1R   | –    | –    | –    | –    | –    | 1R   | g.t. | –    |
| Cincinnati          | l.c. | l.c. | l.c. | l.c. | –    | –    | –    | –    | 2R   | –    | –    | –    | –    | –    | 3R   | –    | 1R   |
| Tokio/Wuhan         | –    | –    | –    | –    | –    | –    | –    | 1R   | 1R   | –    | –    | –    | –    | 1R   | 2R   | g.t. | g.t. |
| statistieken        |      |      |      |      |      |      |      |      |      |      |      |      |      |      |      |      |      |
| eindejaarsranking   | 154  | 140  | 143  | 79   | 318  | 361  | 172  | 25   | 85   | 144  | 107  | 97   | 96   | 28   | 32   | 67   | 106  |

### Dubbelspel
| toernooi            | 2005 | 2006 | 2007 | 2008 | 2009 | 2010 | 2011 | 2012 | 2013 | 2014 | 2015 | 2016 | 2017 | 2018 | 2019 | 2020 | 2021 | 2022 | 2023 | 2024 | 2025 |
| ------------------- | ---- | ---- | ---- | ---- | ---- | ---- | ---- | ---- | ---- | ---- | ---- | ---- | ---- | ---- | ---- | ---- | ---- | ---- | ---- | ---- | ---- |
| grandslamtoernooien |      |      |      |      |      |      |      |      |      |      |      |      |      |      |      |      |      |      |      |      |      |
| Australian Open     | 1R   | 2R   | 1R   | 2R   | KF   | 3R   | KF   | 2R   | 3R   | 2R   | 2R   | 3R   | –    | HF   | 2R   | F    | 2R   | –    | –    | W    | F    |
| Roland Garros       | –    | –    | 2R   | 1R   | HF   | 1R   | 1R   | 2R   | 2R   | W    | KF   | 1R   | 2R   | 1R   | 3R   | 3R   | 3R   | –    | W    | 2R   | 2R   |
| Wimbledon           | –    | 1R   | 1R   | 1R   | 1R   | 3R   | 1R   | 3R   | W    | 3R   | KF   | 1R   | 1R   | 3R   | W    | g.t. | W    | –    | W    | HF   | F    |
| US Open             | –    | –    | 1R   | 1R   | 2R   | 2R   | 3R   | HF   | KF   | 3R   | 2R   | –    | 3R   | 3R   | 3R   | –    | KF   | –    | HF   | 1R   |      |
| Premier Mandatory   |      |      |      |      |      |      |      |      |      |      |      |      |      |      |      |      |      |      |      |      |      |
| Indian Wells        | –    | –    | –    | 1R   | 2R   | 1R   | 1R   | 1R   | HF   | W    | 1R   | 1R   | –    | W    | KF   | g.t. |      |      |      |      |      |
| Miami               | –    | –    | –    | 1R   | –    | 1R   | 2R   | 1R   | 2R   | 1R   | 2R   | 2R   | –    | 1R   | 2R   | g.t. |      |      |      |      |      |
| Madrid              | l.c. | l.c. | l.c. | l.c. | KF   | 1R   | KF   | 2R   | 1R   | HF   | KF   | 1R   | –    | 2R   | W    | g.t. |      |      |      |      |      |
| Peking              | l.c. | l.c. | l.c. | l.c. | W    | 2R   | 2R   | 2R   | HF   | –    | 1R   | –    | 2R   | 1R   | 2R   | g.t. |      |      |      |      |      |
| Premier Five        |      |      |      |      |      |      |      |      |      |      |      |      |      |      |      |      |      |      |      |      |      |
| Dubai/Doha          | l.c. | l.c. | l.c. | –    | –    | –    | –    | 1R   | 1R   | W    | 2R   | –    | –    | 1R   | W    | W    |      |      |      |      |      |
| Rome                | –    | –    | –    | –    | W    | –    | 1R   | 1R   | W    | 2R   | KF   | 2R   | –    | KF   | 2R   | W    |      |      |      |      |      |
| Cincinnati          | l.c. | l.c. | l.c. | l.c. | 2R   | 2R   | 1R   | –    | W    | 2R   | HF   | –    | F    | –    | KF   | –    |      |      |      |      |      |
| Tokio/Wuhan         | –    | –    | –    | HF   | KF   | 1R   | 1R   | KF   | HF   | –    | 1R   | –    | –    | 2R   | 2R   | g.t. |      |      |      |      |      |
| olympisch           |      |      |      |      |      |      |      |      |      |      |      |      |      |      |      |      |      |      |      |      |      |
| Olympische Spelen   | g.t. | g.t. | g.t. | –    | g.t. | g.t. | g.t. | KF   | g.t. | g.t. | g.t. | –    | g.t. | g.t. | g.t. | g.t. | –    | g.t. | g.t. | KF   | g.t. |
| statistieken        |      |      |      |      |      |      |      |      |      |      |      |      |      |      |      |      |      |      |      |      |      |
| titels per jaar     | 0    | 0    | 2    | 2    | 3    | 0    | 1    | 1    | 5    | 3    | 0    | 0    | 3    | 1    | 4    | 4    | 2    | 0    | 2    | 3    | 0    |
| eindejaarsranking   | 135  | 102  | 46   | 53   | 9    | 46   | 35   | 25   | 3    | 5    | 26   | 96   | 32   | 17   | 4    | 1    | 3    | —    | 6    | 7    |      |

### Gemengd dubbelspel
| Australian Open | –  | 1R | –  | 2R | KF | 1R | HF | 2R | –  | 2R   | –  | W  | 2R | 14-8 |
| Roland Garros   | 2R | 2R | 1R | –  | 2R | –  | –  | –  | –  | g.t. | 2R | HF | –  | 7-6  |
| Wimbledon       | KF | 3R | HF | KF | 1R | –  | –  | –  | 2R | g.t. | –  | W  | KF | 19-7 |
| US Open         | HF | 1R | –  | 1R | –  | –  | KF | –  | 1R | g.t. | 2R | KF |    | 8-7  |